# جبل طرزة
يعتبر جبل طرزة من أهم المواقع الطبيعية وأكثرها إستراتيجية في ولايـة القيـروان، حيث يتميز بتنوعه البيئي وينفرد بتواجد محطة استشفائيّة يتوافد عليها عديد الزوار، كما تتمركز به ثكنة عسكرية ومحطة إرسال إذاعي وتلفزي.
أسفل الجهة الجنوبية لجبل طرزة هناك آثار مساكن تعود إلى حقبة الاستعمار الفرنسي أنشأت بمعتمدية العلا قرب منجم الرصاص (المينة) الذي تم اكتشافه ونهب ثرواته ثم عندما رحل الاستعمار توقف عمل «المينة» وبقي داموس رقم 9 مغلقا بباب حديدي ضخم. ولا تزال المنطقة تحتفظ بآثار منازل ومتاجر وكنيسة وساعة عملاقة وبقايا تمثال السيدة مريم كان مثبتا أعلى الجبل.
في الطرف الآخر من الجبل معتمدية حفوز يوجد «حمام طرزة» وهو محطة استشفائيّة في شكل مغارة يمكن الوصول إليها بتسلق 233 درجا حجريا متآكلا. وهي غير مستغلة بالشكل المطلوب بسبب عدم تهيئتها. وقد أظهر هذا الحمام الاستشفائي نجاعة صحيّة واكتسب شهرة قهر أمراض الروماتيزم والبرد. هذا الموقع هو اليوم في حاجة إلى الصيانة وتوفير مستلزمات السلامة والإقامة عبر إعداد دراسة مشروع محطة استشفائية لتكون وجهة سياحية بديلة مطابقة للمواصفات المعمول بها فتنتفع منها البلاد والعباد.
ويكتنز جبل طرزة مخزونا طبيعيا وبيئيا متميزا يجمع بين العيون المائية الجبلية العذبة والنباتات الطبية النادرة والحيوانات والطيور وتحتاج إلى تفكير حول إحداث محمية غابية. وتوفر هذهالمقومات منتوجا سياحيّا قادر على استقطاب عشاق السياحة البديلة حيث أصبح في السنوات الأخيرة قبلة للسياح والمهندسين الأجانب لما يوفره من خدمات صحية ممتازة وعالية الجودة مما خلق حيوية على الجبل والصعود إليه يمر عبر طريق ملتوية ووعرة جدا عن طريق السيارات رباعية الدفع والشاحنات الثقيلة والسيارات العسكرية. 

## مواضيع ذات صلة
- جبال تونس
- ولاية القيروان